# Tóth József (agrármérnök)
Tóth József (Tiszanána, 1953. február 21. –) magyar agrármérnök, politikus, 1994 óta Tiszanána polgármestere, 2010 és 2014 között országgyűlési képviselő (Fidesz).
Házastársa Csík Aranka Mária, tőle két gyermeke Tóth Andrea és Tóth József. Unokái Horváth Zoé és Tóth Glenda.

## Élete
Tóth József 1953-ban született a Heves megyei Tiszanánán, Tóth József szövetkezeti elnök és Ballók Mária fiaként. Általános iskolai tanulmányait szülőfalujában, középiskolai tanulmányait a gyöngyösi Mezőgazdasági Technikumban végezte, majd 1977-ben a gödöllői Agrártudományi Egyetem Mezőgazdaságtudományi Karán agrármérnöki diplomát szerzett. 1983-ban ugyanitt mérlegképes könyvelőként és vállalatgazdasági szakmérnökként végzett, valamint a mezőgazdaságtudomány doktora lett. 1977 és 1994 között a tiszanánai Petőfi Mg. Tsz. munkatársa, illetve termelést irányító elnökhelyettese volt.
1990-től 1994-ig Tiszanánán volt önkormányzati képviselő, majd az 1994-es önkormányzati választáson a község polgármestere lett. 1994 óta folyamatosan Tiszanána polgármestere, 2010-ig függetlenként, azt követően a Fidesz-KDNP színeiben. Elnökségi tagja volt a Heves Megyei Agrárkamarának. Az 1998-as országgyűlési választáson az MDF jelöltjeként indult Heves megye 5. számú, Heves központú választókerületében, de nem jutott a parlamentbe.
A 2010-es országgyűlési választáson a Fidesz színeiben szerzett mandátumot a Heves megyei 5. számú választókerületben, az Országgyűlésben az önkormányzati és területfejlesztési bizottság, a fogyasztóvédelmi bizottság, a nemzetbiztonsági bizottság és a mezőgazdasági bizottság tagja volt. A 2014-es országgyűlési választáson már nem jutott a parlamentbe.
Nős, felesége Csik Aranka, két gyermekük (1 lány és 1 fiú) született.